# Fire and Water (álbum)
Fire and Water es el tercer álbum de estudio de la banda inglesa de rock Free, editado en junio de 1970. Al contrario que los anteriores trabajos de la banda, Tons of Sobs y Free, Fire and Water alcanzó el segundo puesto en la lista inglesa de álbumes más vendidos, y el 4º en la estadounidense, haciendo que se convirtiese en el disco más exitoso de la banda. Este inusitado éxito se debió en gran medida a la popularidad del sencillo «All Right Now», que fue tocado ante una multitud de 600 000 personas en el festival de Isle of Wight en 1970.

## Lista de canciones
1. «Fire and Water» 3:57
2. «Oh I Wept» (Rodgers/Kossoff) 4:26
3. «Remember» 4:23
  - «Remember» es una canción remodelada extraída de las sesiones de grabación de Tons of Sobs que no fue incluida en este álbum.
4. «Heavy Load» 5:19
5. «Mr. Big» (Fraser/Rodgers/Kirke/Kossoff) 5:55
6. «Don't Say You Love Me» 6:01
7. «All Right Now» 5:32
  - «All Right Now» es el mayor éxito de la discografía de la banda, que contiene un riff de guitarra clásico en el género. La versión del álbum es más larga que la versión del sencillo, ya que contiene el segundo estribillo repetido y un solo más largo.

En una reedición posterior se añadieron canciones adicionales, que consisten en versiones alternativas de las canciones presentes en la edición original del disco, y que cubren las deficiencias en la producción musical que existían en aquella época. Además, se incluyen tres versiones distintas de «All Right Now»: una es la grabada en una sesión en la BBC; otra, la incluida en el formato del sencillo; y la última es una versión primeriza de la canción que no fue nunca utilizada.

## Personal
- Paul Rodgers: voz.
- Paul Kossoff: guitarra.
- Andy Fraser: bajo.
- Simon Kirke: batería.